# Phoenix Suns 2013-2014
La stagione 2013-14 dei Phoenix Suns fu la 46ª nella NBA per la franchigia.
I Phoenix Suns arrivarono terzi nella Pacific Division della Western Conference con un record di 48-34, non qualificandosi per i play-off.

## Roster
| N° | Naz.                   | Ruolo | Sportivo           | Anno | Alt. | Peso |
| -- | ---------------------- | ----- | ------------------ | ---- | ---- | ---- |
| 1  | Slovenia (bandiera)    | G     | Goran Dragić       | 1986 | 193  | 82   |
| 2  | Stati Uniti (bandiera) | G     | Eric Bledsoe       | 1989 | 185  | 86   |
| 3  | Stati Uniti (bandiera) | G     | Ish Smith          | 1988 | 183  | 79   |
| 8  | Stati Uniti (bandiera) | A     | Channing Frye      | 1983 | 211  | 112  |
| 10 | Brasile (bandiera)     | G     | Leandro Barbosa    | 1982 | 191  | 80   |
| 11 | Stati Uniti (bandiera) | A     | Markieff Morris    | 1989 | 208  | 111  |
| 14 | Stati Uniti (bandiera) | G     | Gerald Green       | 1986 | 203  | 91   |
| 15 | Stati Uniti (bandiera) | A     | Marcus Morris      | 1989 | 206  | 107  |
| 17 | Stati Uniti (bandiera) | G     | P.J. Tucker        | 1985 | 196  | 102  |
| 20 | Stati Uniti (bandiera) | G     | Archie Goodwin     | 1994 | 196  | 90   |
| 21 | Ucraina (bandiera)     | C     | Alex Len'          | 1993 | 216  | 116  |
| 22 | Stati Uniti (bandiera) | C     | Miles Plumlee      | 1988 | 208  | 111  |
| 25 | Stati Uniti (bandiera) | A     | Dionte Christmas   | 1986 | 196  | 93   |
| 43 | Stati Uniti (bandiera) | A     | Shavlik Randolph   | 1983 | 208  | 109  |
| 55 | Ucraina (bandiera)     | C     | V"jačeslav Kravcov | 1987 | 213  | 118  |

## Staff tecnico
- Allenatore: Jeff Hornacek
- Vice-allenatori: Jerry Sichting, Mike Longabardi, Kenny Gattison, Mark West
- Preparatore atletico: Aaron Nelson